# Línia 70 CFL

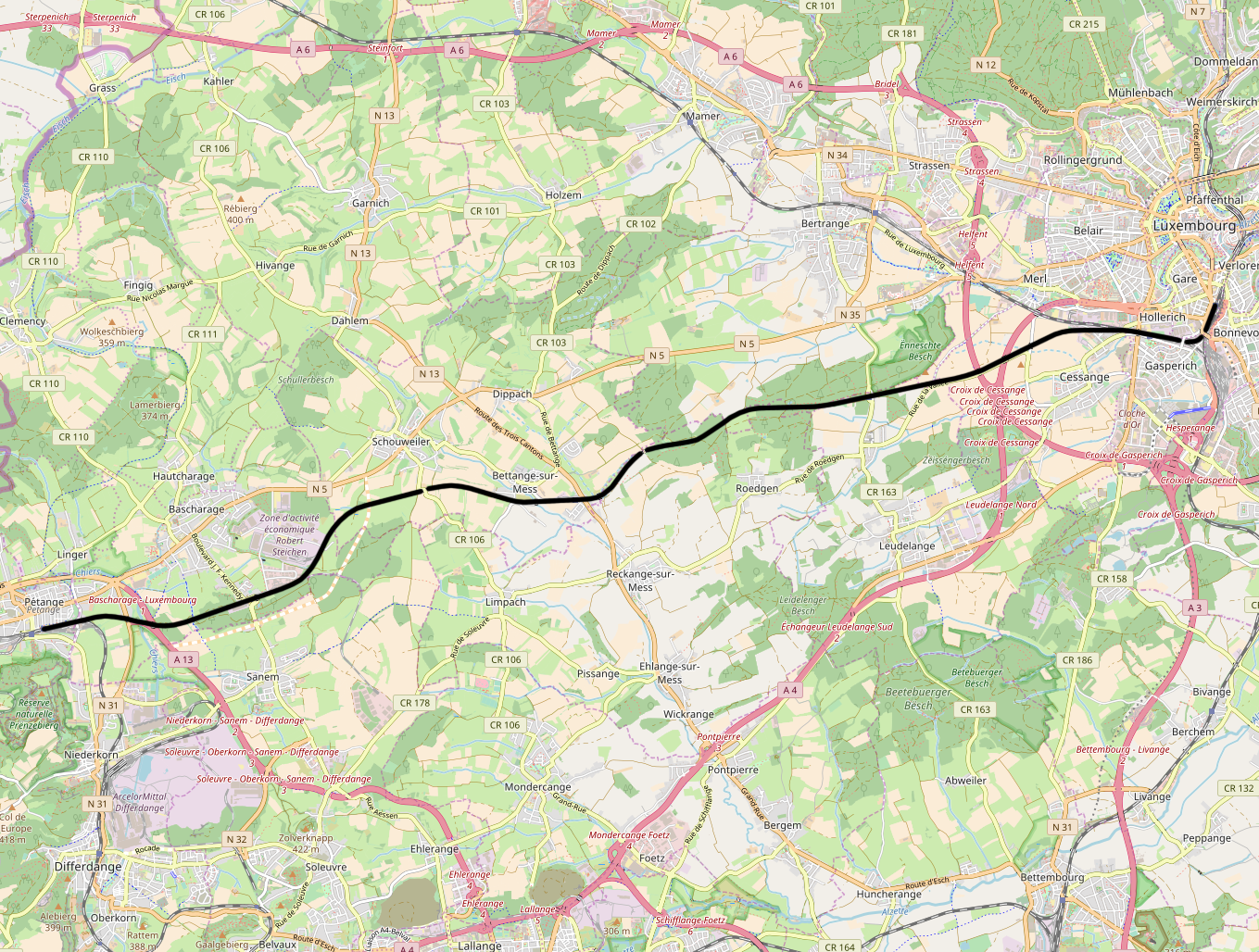
Línia 70 CFL a Luxemburg.

La Línia 70 CFL és una línia ferroviària luxemburguesa que connecta la ciutat de Luxemburg amb el sud-oest de Luxemburg amb Bèlgica i França. La terminal a l'extrem nord-oriental és l'estació de trens de Luxemburg, mentre que els terminals al sud són a localitat francesa de Longuyon i la ciutat belga d'Athus. La línia està operada principalment per Chemins de Fer Luxembourgeois. Es va inaugurar el 9 d'agost de 1900.
Durant la dècada de 2010, l'antiga línia 80 CFL s'ha fusionat amb aquesta línia per tal de fer servei a la línia de nova creació entre Thionville i Longwy a través d'Esch-sur-Alzette.

## Estacions
- Estació de trens de Luxemburg
- Estació de trens d'Hollerich
- Estació de trens de Leudelange
- Estació de trens de Dippach-Reckange
- Estació de trens de Schouweiler
- Estació de trens de Bascharage-Sanem
- Estació de trens de Pétange
- Estació de trens de Lamadelaine
- Estació de trens de Rodange
  - Athus (Bèlgica) 
    - Messancy (Bèlgica)
    - Arlon (Bèlgica)

  - Aubange (Bèlgica)
  - Halanzy (Bèlgica)
  - Virton (Bèlgica)
  - Bertrix (Bèlgica)
  - Libramont (Bèlgica)
- Longwy (França)
- Longuyon (França)